# Pax Sinica
Als Pax Sinica (lateinisch für „Chinesischer Frieden“) werden in der Geschichtswissenschaft verschiedene Epochen der Prosperität, Stabilität und des Friedens in Asien bezeichnet. Der Begriff findet seit Anfang des 21. Jahrhunderts in Abstraktion auf die wachsende wirtschaftliche und geopolitische Bedeutung der Volksrepublik China wiederkehrende Verwendung.

## Herkunft und Bedeutung

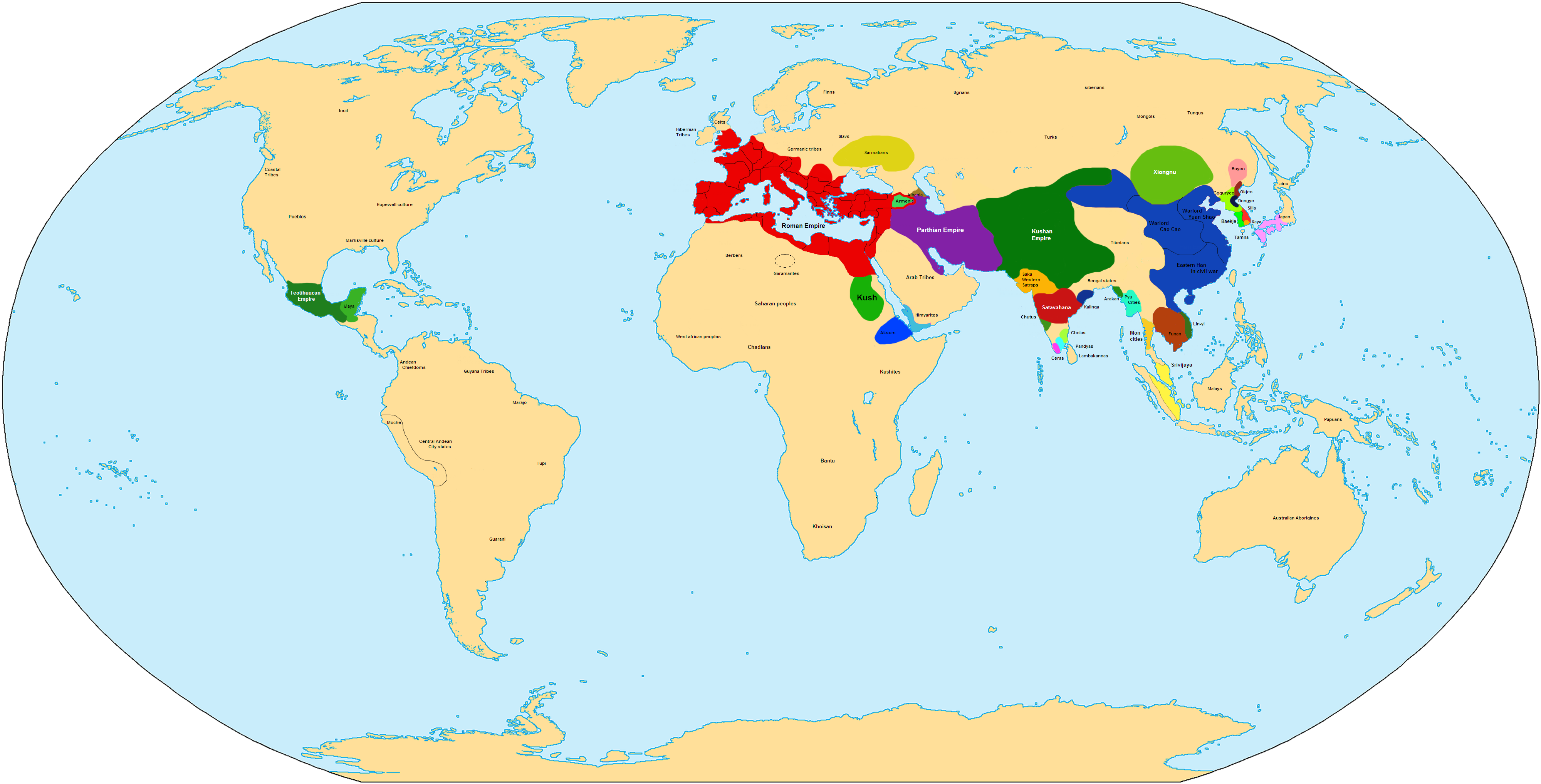
Antike Wirtschaftsimperien um 200 n. Chr.

Der historische Begriff Pax Sinica entstand in Analogie zur Pax Romana, die in fragmentarischen Überlieferungen zeitgleich erwähnt sind. Demnach prägte die Pax Sinica in Ostasien einen längeren Zeitraum des Friedens, der von der chinesischen Hegemonie aufrechterhalten wurde. Die erste längere Friedenszeit der östlichen Welt begann unter Herrschaft der Han-Dynastie wie die Pax Romana der westlichen Welt unter Kaiser Augustus um etwa 27 v. Chr. In Ostasien war China zu dieser Zeit, wegen seiner politischen, ökonomischen, militärischen und kulturellen Stabilität, die dominierende Zivilisation in der Region.
Während der ersten Pax Sinica regierten verschiedene Dynastien: die westliche Zhou-Dynastie, die westliche Han-Dynastie und die östliche Han-Dynastie. Unter ihrer Herrschaft blühte der Fernhandel, Städte verzeichneten ein Wachstum, der Lebensstandard erhöhte sich und die Bevölkerung wuchs. Die erste Pax Sinica endete zeitgleich mit der Pax Romana zirka 200 n. Chr.
Unter der Sui-Dynastie entwickelte sich um 589 n. Chr. eine zweite Pax Sinica, welche die Tang-Dynastie bis etwa 907 n. Chr. fortsetzte. Diese Epoche wurde in chinesischen Schriften als „Goldenes Zeitalter“ bezeichnet. Der Staatsaufbau, die Wirtschaft, der Handel, die Kultur und die Wissenschaften erreichten einen Stand, der in Europa erst zum späten Ende des 18. Jahrhunderts eingeholt werden konnte. Vor allem die unter Kaiser Tang Taizong erzielten Siege über einfallende nomadische Nachbarn, erhöhte die Sicherheit und den Frieden auf vielen Handelsrouten.
Während der zweiten Pax Sinica prosperierte der Handel über die Seidenstraße. Die chinesische Zivilisation öffnete sich für verschiedene Kulturen. Viele fremde Reisende strömten in der Folge ins Land. Darunter befanden sich Kleriker, Kaufleute und Gesandte aus Indien, Persien, Arabien, Syrien, Korea und Japan. Mit ihnen kam Neues, zum Beispiel war bei vielen Chinesen zu jener Zeit Polo populär, ein Spiel aus Persien; iranische, indische und türkische Verzierungen fanden sich auf verschiedenen Haushaltsgegenständen; Frauen traten unverhüllt und auch in Männerkleidung zu Pferde in der Öffentlichkeit auf. Anlaufpunkt, Zentrum und Chinas „Tor zur Welt“ war die Hauptstadt Chang’an, mit 1.000.000 Einwohnern im 8. Jahrhundert die größte Stadt der damaligen Welt. Der Aufstand des Huang Chao beendete die zweite Pax Sinica.
Auch die Epoche der Ming-Dynastie wurde von Historikern teilweise als Pax Sinica bezeichnet. Während der letzten Dynastie, der Qing-Dynastie, entwickelte sich China zwischen 1644 und 1820 zum größten und reichsten Land der Erde. Eine Folge von Naturkatastrophen, aber vor allem die gewaltsamen Expansionen der Europäer, allen voran der Engländer, beendete den „chinesischen Frieden“. Mit dem Ersten Opiumkrieg begann ab 1839 in China eine Zeit der Unterjochung, der Zerstückelung durch fremde Mächte, militärischer Auseinandersetzungen und Bürgerkriege, die erst in der Mitte des 20. Jahrhunderts endeten.
Der Begriff Pax Sinica lebt seit Anfang des 21. Jahrhunderts erneut auf, da der Wiederaufstieg Chinas zur wirtschaftlichen Großmacht die geopolitische Lage Asiens verändert. Viele Asiaten vertreten die Meinung, dass eine erneuerte Pax Sinica in Zentralasien dazu beitragen könnte, die Stabilität in der Region aufrechtzuerhalten.